# Chia cắt (chính trị)

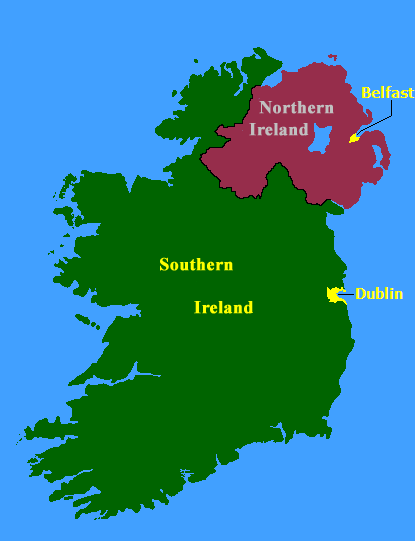
Đảo Ireland sau khi bị phân chia thành Nam Ireland và Bắc Ireland. Nam Ireland chủ yếu là những người theo chủ nghĩa dân tộc Ireland (ngày nay là Cộng hoà Ireland), trong khi Bắc Ireland đa phần là những người ủng hộ liên hiệp Ireland (ngày nay là một phần của Vương quốc Liên hiệp Anh và Bắc Ireland).

Trong quan hệ quốc tế, chia cắt (chữ Anh: Partition), hoặc gọi phân trị, phân liệt, là sự chia tách một vùng lãnh thổ trước đây đặt dưới sự quản lí và chính quyền thống nhất thành hai hoặc nhiều vùng lãnh thổ đối lập nhau.
Brendan O'Leary - nhà chính trị học người Ireland, phân biệt giữa chia cắt và li khai. Chia cắt là sự thay đổi biên giới manh tính chính trị cắt qua ít nhất một vùng lãnh thổ mà một số cộng đồng coi là quê hương của họ, trong khi li khai diễn ra trong các đơn vị chính trị hiện tại đã được công nhận. Theo Arie Dubnov và Laura Robson, chia cắt là sự chia tách lãnh thổ về mặt vật lí dựa trên ranh giới dân tộc-tôn giáo, tạo thành quốc gia dân tộc riêng biệt.(tr1)

## Lịch sử
Dubnov và Robson đặt vấn đề chia cắt lãnh thổ trong bối cảnh xây dựng hoà bình sau Đại chiến thế giới lần thứ nhất và "những cuộc thảo luận mới về dân tộc, quốc gia và quyền công dân" xuất hiện từ đó. Các thoả thuận sau chiến tranh, chẳng hạn như hệ thống uỷ nhiệm thống trị của Hội Quốc Liên, đã thúc đẩy "một ngôn ngữ chính trị mới về chủ nghĩa li khai dân tộc như một khía cạnh trọng tâm của quyền tự quyết quốc gia, đồng thời bảo vệ và che đậy các sự tiếp nối, thậm chí là sự mở rộng quyền lực thực dân của Pháp và đặc biệt là Anh".(tr1–2) Sau Đại chiến thế giới lần thứ hai, họ lập luận rằng chia cắt đã chuyển từ "một chiến thuật thực dân thành một nguyên tắc tổ chức" của ngoại giao thế giới.(tr11)
Ranabir Samaddar đồng ý rằng việc phân trị lãnh thổ đã trở nên nổi bật sau Thế chiến I, đặc biệt là sự phân liệt của đế quốc Ottoman và sự giải thể của đế quốc Áo-Hung, đó là kết quả của các tham vọng quốc gia đối lập nhau. Theo ông, vào thời điểm đó, tính dân tộc đã trở thành lí do chính để biện minh cho các đề xuất chia cắt lãnh thổ.
Các nghiên cứu học thuật đã liên kết chặt chẽ việc chia cắt lãnh thổ với bạo lực. Dựa trên tiền lệ của sự chia cắt Ireland và các cuộc tái định cư dân số trên các lãnh thổ từng thuộc đế quốc Ottoman, cũng như việc hình thành thế "đa số" và "thiểu số" dân tộc, Dubnov và Robson nhấn mạnh rằng phương thức phân trị lãnh thổ sau khi Cộng hoà Ireland được thành lập thường bao gồm các đề xuất chuyển giao "các cộng đồng dân cư bất tiện", bên cạnh việc chia cắt lãnh thổ thành các quốc gia riêng biệt. Họ lưu ý rằng những hành động đó đã dẫn đến hậu quả bạo lực đối với các tác nhân địa phương, những người phải thực hiện nhiệm vụ "tạo ra các thực thể chính trị riêng biệt trên thực địa và làm cho chúng đồng nhất về mặt dân tộc".(tr7)
T.G. Fraser lưu ý rằng Anh Quốc đã đề xuất chia cắt lãnh thổ ở cả Ireland và Palestine như một phương pháp giải quyết xung đột giữa các nhóm quốc gia đối lập, nhưng trong cả hai trường hợp, điều này đều không chấm dứt được bạo lực cộng đồng. Thay vào đó, Fraser lập luận rằng chia cắt lãnh thổ chỉ đơn thuần làm cho các xung đột này có "một chiều hướng mới".
Tương tự, A. Dirk Moses cho rằng chia cắt lãnh thổ không "giải quyết triệt để các vấn đề thiểu số, mà chỉ chuyển chúng sang các khu vực khác, nơi các vấn đề thiểu số lại xuất hiện trong các đơn vị lãnh thổ mới được phân chia". Ông bác bỏ khái niệm "bản đồ thần thánh", vốn tìm cách "vẽ nên các bản đồ chia cắt dân tộc một cách gọn gàng như thể họ tự nhiên thuộc về quê hương của mình", vì khái niệm đó đã bỏ qua tính thực tế đa dạng và phức tạp của bản sắc dân tộc trong thế giới thực.(tr258–263)

## Lập luận ủng hộ chia cắt
- Quan điểm lịch sử: Chia cắt là lẽ tất yếu, hoặc đã và đang diễn ra.
- Giải pháp cuối cùng: Chia cắt nên được thực hiện để tránh các hậu quả tồi tệ nhất (như diệt chủng hoặc thanh tẩy dân tộc), nếu mọi phương tiện khác đều thất bại.
- Phân tích chi phí-lợi ích: Chia cắt mang lại triển vọng giảm xung đột tốt hơn so với việc giữ nguyên các biên giới hiện tại.
- Tương lai tốt đẹp hơn: Chia cắt sẽ giảm thiểu bạo lực và xung đột hiện tại, và các quốc gia mới có tính đồng chất sẽ ổn định hơn.
- Mục tiêu cuối cùng nghiêm ngặt: Sự đa dạng hoặc tính dị chất gây ra nhiều vấn đề, do đó các quốc gia đồng chất nên là mục tiêu của bất kì chính sách nào.[2]

## Lập luận phản đối chia cắt
- Mất đi sự thống nhất lãnh thổ quốc gia.
- Chủ nghĩa hai dân tộc hoặc đa dân tộc là điều ao ước.
- Không thể thực hiện một sự phân chia công bằng.
- Khó khăn trong việc quyết định vạch ra các biên giới mới.
- Khả năng gây ra hỗn loạn và bạo lực.
- Việc chia cắt đơn thuần không dẫn đến sự đồng chất hoá lâu nay đã ao ước.
- Các vấn đề an ninh nảy sinh trong biên giới của các quốc gia mới.[2]

Daniel Posner lập luận rằng việc chia cắt các cộng đồng có tính dị chất thành các cộng đồng có tính đồng chất không có khả năng giải quyết được các vấn đề xung đột cộng đồng, vì sự thay đổi biên giới sẽ thay đổi động cơ của các tác nhân và tạo ra các mâu thuẫn mới. Chẳng hạn, trong khi mâu thuẫn giữa người Hồi giáo và Ấn Độ giáo là mâu thuẫn điển hình trong Phong trào độc lập Ấn Độ, thì việc tạo ra một quốc gia đồng chất Hồi giáo (Pakistan) và một quốc gia đồng chất Ấn Độ giáo (Ấn Độ) lại tạo ra các mâu thuẫn xã hội mới dựa trên các yếu tố khác ngoài tôn giáo ở cả hai quốc gia này. Posner viết rằng các quốc gia tương đối đồng chất có thể có xu hướng bạo lực cao hơn so với các quốc gia có một số lượng lớn các nhóm dân tộc cân bằng.

## Ví dụ

### Châu Âu và Trung Đông
- Nhiều lần chia cắt đế quốc La Mã thành đế quốc Đông La Mã  và Tây La Mã, bắt đầu từ cuộc Khủng hoảng Thế kỉ Ba.
- Chia cắt Phổ bởi Hoà ước Thorn lần thứ hai vào năm 1466,[8][9] do Vương thất Phổ và Công quốc Phổ tạo ra vào năm 1525.[10]
- Chia cắt Catalonia bởi Hiệp ước Pyrenees năm 1659: Vùng lãnh thổ Bắc Catalan (nay là Roussillon, en) được Tây Ban Nha nhượng lại cho Pháp.
- Trong Hiệp ước Versailles (1757), Pháp và Áo đồng ý về việc chia cắt Phổ.[11]
- Đức chiếm đóng Czechoslovakia: Vùng Sudetenland được nhượng lại cho Đức Quốc xã theo Hiệp định Munich năm 1938, và sau đó quốc gia này bị chia cắt thành Lãnh thổ bảo hộ Bohemia và Moravia do Đức quản lí và Cộng hoà Slovak độc lập trên danh nghĩa; sau đó, đất nước được tái thống nhất vào cuối Thế chiến II.[12]
- Ba lần chia cắt Luxembourg, lần cuối cùng vào năm 1839, chia cắt Công quốc Luxembourg (en) giữa Pháp, Phổ và Bỉ, sau đó Đại Công quốc Luxembourg độc lập.
- Ba lần chia cắt Ba Lan vào các năm 1772, 1793 và 1795, dẫn đến xoá sổ hoàn toàn Thịnh vượng chung Ba Lan–Lithuania.
- Hiệp ước Bucharest năm 1913 chia cắt vùng lãnh thổ Macedonia giữa Serbia (nay là Bắc Macedonia), Macedonia thuộc Hi Lạp và Macedonia thuộc Bulgaria (en).
- Chia cắt Tyrol thuộc Đức (en) bởi Hiệp ước London năm 1915, được phê chuẩn trong Thế chiến I, cắt nhượng cho Áo (nay là bang Tirol) và Ý (nay là khu tự trị Trentino-Nam Tirol).
- Chia cắt đế quốc Đức năm 1919 bởi Hiệp ước Versailles.
- Chia cắt Phổ năm 1919.[13]
- Chia cắt đế quốc Ottoman.
- Chia cắt đế quốc Áo-Hung bởi Hiệp ước Saint-Germain-en-Laye và Hiệp ước Trianon.
- Chia cắt Ireland năm 1920 thành Bắc Ireland và Nam Ireland.
  - Sự chia cắt đó chỉ được thực hiện một phần, bởi vì kể từ sau Chiến tranh giành độc lập Ireland (en), Nam Ireland trở thành Nhà nước Tự do Ireland.
- Hiệp ước Kars năm 1921, chia cắt Armenia thuộc đế quốc Ottoman (en) thành Tây Armenia (en) và Đông Armenia (en). Vùng lãnh thổ Tây Armenia bị cắt nhượng như này: 90% thuộc về Thổ Nhĩ Kỳ, 10% thuộc về Liên Xô; vùng lãnh thổ Đông Armenia (nay là Cộng hoà tự trị Nakhchivan) bị cắt nhượng cho Azerbaijan, nhưng lại chịu ảnh hưởng của Liên Xô.
- Chia cắt Đức bị Quân sự Đồng minh chiếm đóng và Berlin sau Thế chiến II.
  - Kế hoạch Morgenthau đề xuất các bang độc lập ở Bắc Đức và Nam Đức, một khu vực quốc tế tại Ruhr, và chuyển giao các khu vực biên giới tranh chấp cho Pháp và Ba Lan.
  - Thoả thuận sau chiến tranh trên thực tế (Hội nghị Yalta, Hệ thống Yalta) đã tạo ra Tây Đức và Đông Đức, đồng thời bao gồm việc Ba Lan và Liên Xô sáp nhập các vùng lãnh thổ phía Đông cũ của Đức (en). Sau đó, Đông Đức và Tây Đức được thống nhất vào cuối Chiến tranh Lạnh.
  - Chia cắt Đông Phổ giữa Ba Lan và Liên Xô: 60% thuộc về Ba Lan (nay là tỉnh Warmia–Masuria); 40% thuộc về Liên Xô (nay là tỉnh Kaliningrad).[14][15][16]
- Kế hoạch Chia cắt Palestine năm 1947 của Liên Hợp Quốc (en) không bao giờ được thực hiện đầy đủ.
  - Sau khi Lãnh thổ Uỷ trị Palestine của Anh Quốc hết hạn, thủ tướng Israel đầu tiên David Ben-Gurion đọc bản Tuyên ngôn Độc lập Israel (en), khai sinh Israel với biên giới không được xác định rõ ràng.
  - Chiến tranh Palestine năm 1948 và Hiệp nghị đình chiến năm 1949 (en) dẫn đến việc các vùng lãnh thổ dự kiến thuộc về nhà nước Ả Rập theo kế hoạch năm 1947 bị chiếm đóng bởi Israel, Transjordan và Ai Cập.
- Nam Tư tan rã trong thập niên 1990.
  - Croatia, Bosnia và Herzegovina, Bắc Macedonia và Slovenia độc lập khỏi Nam Tư (chỉ còn Serbia và Montenegro ở lại Nam Tư).
  - Nỗ lực chia cắt Cộng hòa Serbia Krajina ở Croatia sau Chiến tranh giành độc lập Croatia đã thất bại.
  - Phân liệt Bosnia và Herzegovina về phương diện chính trị - dân tộc thành hai thực thể: Cộng hòa Srpska, nơi có đa số người Serb; Liên bang Bosnia và Herzegovina, nơi có đa số người Bosniak và người Croatia, sau Chiến tranh Bosnia.
- Chia cắt Czechoslovakia năm 1993 thành hai thực thể độc lập là Cộng hoà Czech và Cộng hoà Slovakia.
- Chia cắt Cyprus năm 1974 (trên thực tế), thành Cộng hoà Cyprus với đa số người Hi Lạp và Cộng hoà Thổ Nhĩ Kỳ Bắc Cyprus với đa số người Thổ Nhĩ Kỳ kể từ sau cuộc xâm lược Cyprus của Thổ Nhĩ Kỳ.
- Chia cắt Kosovo có thể xảy ra sau khi Kosovo tuyên bố độc lập (từ sau cuộc Chia cắt Serbia) vào năm 2008. Xem thêm Tiền lệ độc lập Kosovo (en).

### Khắp nơi trên thế giới
- Chia cắt châu Phi, diễn ra từ năm 1881 đến 1914 theo các quy định của Đạo luật chung của Hội nghị Berlin.
- Chia cắt tiểu bang Virginia (Hoa Kỳ) năm 1863, khi Virginia gia nhập Nhà nước Liên minh Hoa Kỳ trong Nội chiến Hoa Kỳ. 50 địa hạt phía tây bắc tách ra và tái gia nhập Liên bang, trở thành tiểu bang Tây Virginia.[17][18]
- Chia cắt Punjab năm 1947 thành Đông Punjab (en) và Tây Punjab (en).
- Chia cắt Bengal năm 1905 và lần nữa vào năm 1947, chia thành Đông Bengal (en) và Tây Bengal.
- Chia cắt Triều Tiên năm 1945 thành các vùng chiếm đóng của Mỹ và Liên Xô.
- Chia cắt Triều Tiên năm 1953 sau Chiến tranh Triều Tiên, dẫn đến sự hình thành hai quốc gia: Triều Tiên và Hàn Quốc.
- Chia cắt Ấn Độ vào năm 1947, khi Ấn Độ thuộc địa của Anh bị chia cắt thành hai quốc gia độc lập là Ấn Độ và Pakistan (bao gồm cả Bangladesh ngày nay).
- Chia cắt Trung Quốc sau Nội chiến Quốc-Cộng (1946–1950), chia cắt lãnh thổ của Trung Hoa Dân Quốc thành Cộng hoà Nhân dân Trung Hoa nằm ở Trung Quốc đại lục và Trung Hoa Dân Quốc nằm ở khu vực Đài Loan.
- Chia cắt Punjab năm 1966 thành các bang: Punjab, Haryana và Himachal Pradesh.
- Chia cắt Việt Nam năm 1954, chia thành Bắc Việt Nam và Nam Việt Nam theo Hiệp định đình chiến Đông Dương, sau Chiến tranh Đông Dương lần thứ nhất. Sau đó, Việt Nam được thống nhất vào năm 1976, sau Chiến tranh Việt Nam.
- Giả thuyết chia cắt tỉnh Quebec của Canada (en).
- Chia cắt Sudan năm 2011, tạo thành hai thực thể riêng biệt: Cộng hoà Sudan, với đa số dân theo đạo Hồi, và Cộng hoà Nam Sudan, với đa số dân theo đạo Cơ Đốc.

## Album ảnh tương quan

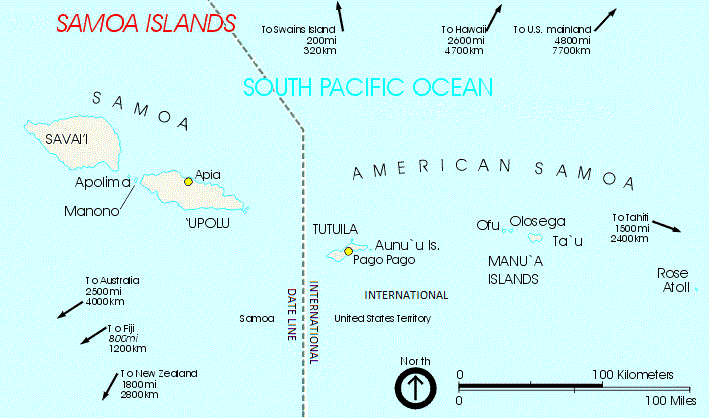
Chia cắt Quần đảo Samoa năm 1899.
Chia cắt Ireland năm 1920.
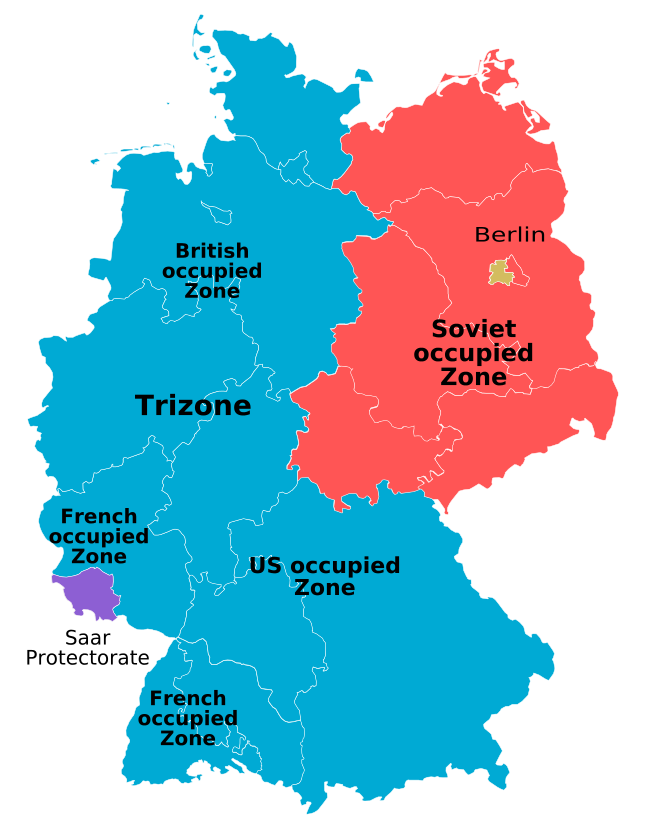
Chia cắt Đức từ năm 1945 đến năm 1990.
Phân trị tiểu lục địa Ấn Độ năm 1947.
Phân trị bán đảo Triều Tiên năm 1953.
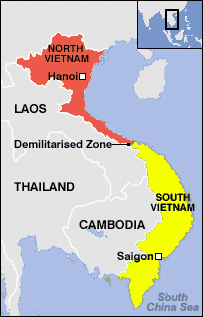
Chia cắt Việt Nam từ năm 1954 đến năm 1975.